# Цона Артиђанале Д5 (Алесандрија)
Цона Артиђанале Д5 је насеље у Италији у округу Алесандрија, региону Пијемонт.
Према процени из 2011. у насељу је живело 16 становника. Насеље се налази на надморској висини од 107 м.